# Damjan Wełczew
Damjan Wełczew Damjanow (bułg. Дамян Велчев Дамянов, ur. 20 lutego 1883 w Gabrowie, zm. 25 stycznia 1954 w Paryżu) – bułgarski wojskowy, generał pułkownik, w latach 1944–1946 minister wojny, deputowany do Zgromadzenia Narodowego XXVI kadencji (1945-1946).

## Życiorys
Pochodził z rodziny urzędniczej. W 1903 ukończył szkołę wojskową w Sofii. W 1910 awansowany na kapitana, w czasie wojen bałkańskich walczył w składzie 7 rilskiej dywizji piechoty. Na początku I wojny światowej objął dowództwo kompanii w 26 pułku piechoty, w 1915 brał udział w ofensywie przeciwko wojskom serbskim w Kosowie. W lutym 1917 uzyskał awans na stopień majora i objął dowództwo kompanii w 22 trackim pułku piechoty. W styczniu 1918 objął stanowisko szefa szkolenia w 7 rilskiej dywizji piechoty. W tym samym roku rozpoczął naukę w szkole dla oficerów sztabowych. W 1919 należał do grona założycieli Związku Wojskowego, w 1921 skierowany do rezerwy przez rząd Aleksandra Stambolijskiego. W czerwcu 1923 należał do grona organizatorów zamachu stanu skierowanego przeciwko rządowi Stambolijskiego. Po zamachu został zastępcą komendanta szkoły wojskowej w Sofii i pełnił tę funkcję do roku 1928.
Konflikt Wełczewa z ministrem wojny Wyłkowem doprowadził do ponownego usunięcia w 1928 Wełczewa z armii i objęcia go nadzorem wywiadu wojskowego. W tym czasie Wełczew zajął się tworzeniem nielegalnych struktur Związku Wojskowego, a także studiowaniem prawa na uniwersytecie sofijskim. Studia ukończył w 1932, ale nie podjął pracy w zawodzie prawnika, utrzymując się z działalności rentierskiej.
W 1934 należał do organizatorów zamachu stanu, po jego sukcesie ograniczył się do pełnienia funkcji sekretarza Związku Wojskowego. W 1935 został wydalony z kraju. Wyjechał do Jugosławii, skąd powrócił nielegalnie do kraju i stanął przed sądem. W 1936 skazany na karę śmierci za udział w spisku, wkrótce potem wyrok zamieniono na karę dożywotniego pozbawienia wolności. Opuścił więzienie w roku 1940, w wyniku amnestii.
Od 1943 związany z Frontem Ojczyźnianym jako przedstawiciel grupy Zweno. Aresztowany w styczniu 1944 przez policję, początkowo pozostawał w areszcie domowym, a następnie został internowany w miejscowości Ribarica. Powrócił do Sofii w sierpniu 1944 i wziął czynny udział w zamachu komunistycznym 9 września 1944. Awansowany na pierwszy stopień generalski, w nowym rządzie Kimona Georgiewa otrzymał stanowisko ministra wojny i reprezentował Bułgarię w Paradzie Zwycięstwa w Moskwie (24 czerwca 1945). W roku 1946 został usunięty ze stanowiska i oskarżony o przygotowanie pro-brytyjskiego zamachu stanu. Od lipca 1946 pozostawał w areszcie domowym. We wrześniu 1946 Wełczew wyjechał do Szwajcarii, gdzie objął stanowisko ambasadora, dzięki wsparciu Kimona Georgiewa. W 1947 został oskarżony o współpracę z przywódcą Bułgarskiego Ludowego Związku Chłopskiego, Nikołą Petkowem, usunięty ze stanowiska ambasadora i wezwany do kraju. Odmówił powrotu, za co został pozbawiony obywatelstwa bułgarskiego. Na emigracji zamieszkał w Zurychu z córką i z zięciem, skąd w 1953 przeniósł się do Paryża. Utrzymywał kontakty ze środowiskami emigracji antykomunistycznej. Zmarł w Paryżu.

## Awanse
- podporucznik (Подпоручик) (1903)
- porucznik (Поручик) (1906)
- kapitan (Капитан) (1910)
- major (Майор) (1917)
- podpułkownik (Подполковник) (1919)
- pułkownik (Полковник) (1928)
- generał major (Генерал-майор) (1944)
- generał porucznik (Генерал-лейтенант) (1944)
- generał artylerii (Генерал от артилериятa) (1945)

## Odznaczenia
- Order za Waleczność st. III i IV.
- Order Świętego Aleksandra 5 stopnia z mieczami
- Order Suworowa